# Путешествие Нэтти Ганн

Гарри, Нэтти и волк. Кадр из фильма

«Путешествие Нэтти Ганн» (англ. The Journey of Natty Gann) — кинофильм производства Walt Disney Pictures, вышедший в прокат 27 сентября 1985 года, режиссёра Джереми Кагана, по сценарию Эндрю Бергмана и Жанны Розенберг, в главных ролях Мередит Сэленджер, Джон Кьюсак и Рэй Уайз. Роль волка сыграл волкособ Джед.

## Сюжет
Действие происходит в 1935 году. Фильм рассказывает историю двенадцатилетней девочки-сорванца из Чикаго Нэтти Ганн. Оставшись без работы из-за Великой депрессии, вдовец Сол, отец Нэтти, был вынужден согласиться на работу на лесоповале в штате Вашингтон, которая требовала срочно ехать на Западное побережье. Он не успел даже попрощаться с дочерью и попросил присмотреть за ней бесчувственную владелицу отеля, где они жили. Нэтти проводит дни на улице, играя с мальчишками.
После очередной ссоры Конни звонит в приют для несовешеннолетних, чтобы Нэтти забрали как беспризорницу. Подслушав звонок, Нэтти убегает из дому и отправляется в путешествие через всю страну, желая самостоятельно найти своего отца. В пути она спасает волкособаку, пойманную для собачьих боёв, и она сопровождает Нэтти в дороге на поездах, в машинах и пешком. В поезде она знакомится с другим путешественником, Гарри. Сол в это время валит лес, несмотря на то, что из-за безалаберности управляющего лесорубы периодически получают травмы.
Во время путешествия Нэтти сталкивается как с добрыми людьми, такими как семья бедняков-фермеров, так и с опасностями вроде педофила-водителя; волк защищает её. Они находят небольшой городок, в котором прибивается к группе сирот. Они уговаривают её участвовать в похищении быка, после чего уезжают, а Нэтти с её волком ловит фермер, хозяин быка. Волка отправляют местному кузнецу, а Нэтти оказывается в приюте, которым управляют жестокие воспитательницы. Сбежав оттуда, Нэтти находит кузнеца, который оказывается добрым человеком. Он отпускает волка и даёт Нэтти немного денег. Она пытается на них купить билет на поезд, но быстро понимает, что станционный смотритель, взяв деньги, сообщает о ней в полицию. Нэтти продолжает путь в грузовых поездах. Сойдя с поезда, она снова встречает Гарри в нелегальном поселении, далее они путешествуют вместе.
Сол, узнавший о пропаже Нэтти, берёт недельный отпуск и возвращается домой, однако находит лишь кошелёк своей дочери, который она обронила в Колорадо. Сол считает, что Нэтти скорее всего погибла, и возвращается на лесоповал, где берёт самую опасную работу.
На Западном побережье Гарри получает работу в Сан-Франциско от Управления общественных работ и зовёт Нэтти с собой, но она решает продолжить поиски отца и провожает его поцелуем. Попав на лесоповал, Нэтти со слезами отпускает волка в лес. Она долго не может найти отца и случайно видит его в машине, увозящей раненых при подрывных работах. Машина обгоняет Нэтти и та пытается её догнать, но не может. Отчаявшись, она слышит за спиной голос отца, и они наконец обнимаются.

## Создатели фильма

### Съёмочная группа
- Режиссёр: Джереми Каган
- Сценаристы: Эндрю Бергман, Жанна Розенберг
- Продюсер: Майкл Лобелл
- Композиторы: Джеймс Хорнер, Элмер Бернстайн
- Оператор: Дик Буш
- Монтаж: Дэвид Холден, Стивен Розенблюм
- Декоратор: Пол Силберт
- Художник по костюмам: Альберт Вольски

### В ролях
| Актёр             | Роль            |
| ----------------- | --------------- |
| Мередит Сэленджер | Нэтти Ганн      |
| Джон Кьюсак       | Гарри           |
| Джед              | Волк            |
| Рэй Уайз          | Сол Ганн        |
| Лэйни Казан       | Конни           |
| Скэтмэн Крозерс   | Шерман          |
| Барри Миллер      | Паркер          |
| Верна Блум        | Фермерша        |
| Брюс М. Фишер     | Чарли Линфилд   |
| Джон Финнеган     | Босс            |
| Джек Радер        | Агент по съёму  |
| Мэттью Фэйсон     | Базз            |
| Джордан Пратт     | Фрэнки          |
| Закари Ансли      | Луи             |
| Кэмпбелл Лэйн     | чикагский судья |

## Релиз
Фильм вышел на VHS в апреле 1986 года, а затем в 2002 году. DVD-версию создали методом пансканирования. Также «Путешествие Нэтти Ганн» доступно в стриминговых сервисах и для скачивания в SD и HD (без использования пансканирования). В серии Disney’s Movie Club фильм вышел на Blu-Ray 17 июля 2018 года.

## Отзывы
Фильм получил положительные отзывы. Агрегатор Rotten Tomatoes присвоил ему 100-процентную «свежесть» на основе 15 отзывов со средним рейтингом 7/10. Критики хвалили актёрскую игру и изображение США времён Великой депрессии, одновременно ругая избыточную медлительность, сентиментальность и отсутствие доброты у людей, с которыми Нэтти сталкивается.

## Даты выпуска
- Канада — 8 сентября 1985 года (Международный кинофестиваль в Торонто)
- США — 27 сентября 1985
- Франция — 5 февраля 1986

## Награды и номинации

### Награды
- 1986 — Молодой актёр — Лучшая актриса в драме Мередит Сэленджер[9]

### Номинации
- 1986 — Премия «Оскар» за лучший дизайн костюмов — Лучший дизайн костюмов Альберт Вольски[10]
- 1986 — Молодой актёр — Лучший семейный фильм-драма

## Музыка
Оригинальный саундтрек к фильму написал Элмер Бернстайн, однако почти весь его заменили на музыку Джеймса Хорнера.